# Emilio Rodríguez Demorizi
Emilio Rodríguez Demorizi (Sánchez, Samaná, 14 de abril de 1904 - Santo Domingo, 26 de junio de 1986) fue un escritor, historiador, genealogista, poeta, bibliógrafo, diplomático y lingüista dominicano de ascendencia italiana. Está considerado como el historiador dominicano con más obras escritas, con más de 125 títulos, y como padre de la historia contemporánea dominicana.

## Infancia y adolescencia
Nació el 14 de abril de 1904 en Sánchez, en aquel entonces una común del distrito marítimo de Samaná. Era hijo de Félix Francisco Rodríguez y Genoveva Demorizi Campos. Rodríguez Demorizi realizó sus primeros estudios en La Vega y posteriormente se trasladó a Santo Domingo, donde se graduó de Licenciado en Derecho en la Universidad de Santo Domingo.

## Trayectoria
En su trabajo se vio el resultado de una intensa labor de recopilación de documentos históricos y literarios de su país, los cuales difundió a través de la prensa nacional y de revistas especializadas en dichas áreas, especialmente la revista Clío, órgano de la Academia Dominicana de la Historia.
Desempeñó varios cargos durante toda su vida, entre ellos el de director del Archivo General de la Nación en tres ocasiones y Secretario de Estado de Interior y Policía en 1957.
Desde el año 1955 fue presidente de la Academia Dominicana de la Historia. De la Academia de la Lengua fue miembro de número desde 1944. Fundador-presidente de la Sociedad Dominicana de Geografía. Rector de la Universidad de Santo Domingo (1958) y Secretario de Estado de Educación, Bellas Artes y Cultos (1961). También presidió la Academia Dominicana de la Historia y fundó la Sociedad Dominicana de Geografía.
Fuera de su país, fue una personalidad conocida y admirada por su desempeño y disciplina en los cargos que ocupó. Se le vio como ministro plenipotenciario en Colombia (1947) y después en Italia en el año (1949). Luego fue embajador en Nicaragua (1952); en Costa Rica (1953) y en España (1965).
Formó parte de diferentes instituciones españolas y latinoamericanas, entre ellas, miembro de la Real Academia Española (1945), miembro correspondiente de la Academia de la Historia; colaborador y miembro de Honor del Consejo Superior de Investigaciones Científicas, Instituto Gonzalo Fernández de Oviedo, Madrid (1956); miembro de Honor de la Academia de San Romualdo, de Ciencias, Letras y Artes (1955); socio de la Sociedad de Geografía e Historia de Costa Rica (1946); miembro de honor del Comité Cultural Argentino (1939), Individuo de Honor del Instituto Cubano de Genealogía y Heráldica, La Habana (1956), y miembro del Cuerpo Consultivo de la Fundación Vicente Lecuna, Venezuela (1954).

## Cargos ocupados
- Presidente del Ayuntamiento del Distrito Nacional, durante la sindicatura del doctor José Francisco Peña Gómez (1982-1986), cargo que desempeñaba hasta el día de su fallecimiento.
- Presidente de la Academia Dominicana de la Historia (1955).
- Diplomático en América Latina y Europa.
- Director del Archivo General de la Nación.
- Secretario de Estado de Interior y Policía (1957).
- Miembro de número de la Academia de la Lengua (1944).
- Fundador-presidente de la Sociedad Dominicana de Geografía.
- Rector de la Universidad de Santo Domingo (1958)
- Secretario de Estado de Educación, Bellas Artes y Cultos (1961).
- Ministro plenipotenciario en Colombia (1947).
- Ministro plenipotenciario en Italia (1949).
- Embajador de República Dominicana, en Nicaragua (1952).
- Embajador de República Dominicana, en Costa Rica (1953).
- Embajador de República Dominicana, en España (1953).
- Miembro de la Real Academia Española (1945).
- Miembro correspondiente de la Academia de la Historia.
- Colaborador y miembro de Honor del Consejo Superior de Investigaciones Científicas, Instituto Gonzalo Fernández de Oviedo, Madrid (1956).
- Miembro de Honor de la Academia de San Romualdo, de Ciencias, Letras y Artes (1955).
- Socio de la Sociedad de Geografía e Historia de Costa Rica (1946).
- Miembro de honor del Comité Cultural Argentino (1939).
- Individuo de Honor del Instituto Cubano de Genealogía y Heráldica, La Habana (1956).
- Miembro del Cuerpo Consultivo de la Fundación Vicente Lecuna, Venezuela (1954).

## Obras más memorables
- Poesía Popular Dominicana. Editorial la Nación 1938.
- Juan Isidro Pérez, el ilustre loco. 1938
- El Cantor del Niágara santo Domingo. Ciudad Trujillo 1939.
- Luperón y Hostos. Prólogo de Pedro Troncoso Sánchez. 1939.
- Camino de Hostos. Ciudad Trujillo 1939.
- El Padre Billini y Eugenio María de Hostos. 1941.
- Apuntes de viaje por los Estados Unidos(1941).
- Colón en la Española Itinerario y Bibliografía. 1942.
- El Acta de la separación Dominicana y el Acta de Independencia de los Estados Unidos de América. 1943.
- El Romancero Dominicano 1943.
- Vicisitudes de La Lengua Española en Santo Domingo. (Discurso de Ingreso en la Academia dominicana de la Lengua. 1944.
- La Imprenta y los primeros periódicos de Santo Domingo. Imprenta San Francisco, Ciudad Trujillo, 1944.
- Maceo en Santo Domingo, 1945.
- La Isabela, primera ciudad del nuevo mundo. La Habana, 1945.
- Fábulas Dominicanas. 1946.
- Canción y Poesía de Seanlan. Texto y Transcripcioneás musicales. 1946.
- Cartas de Máximo Gómez. 1936.
- Discursos de Bobadilla. 1938.
- Hostos en Santo Domingo. 1939.
- Escritos de Luperón. 1941.

## Premios
- Premio Nacional de Literatura 1975, con la obra La tertulia de los solterones
- Premio de la Academia de Ciencias

## Fallecimiento
Murió por accidente cerebrovascular. Entre los que acudieron al velatorio el 26 de abril de 1986, se contaron los expresidentes Juan Bosch y Joaquín Balaguer, el presidente Salvador Jorge Blanco y su esposa Asela Mera de Jorge, Pedro Troncoso Sánchez y Porfirio Herrera Báez.
José Francisco Peña Gómez habló ante su cuerpo exánime expuesto en la Academia de la Historia. Junto a Peña Gómez montaron guardia de honor Julio Genaro Campillo Pérez y Manuel de Jesús Mañón, mientras Hugo Eduardo Polanco Brito pronunciaba una oración frente al féretro.

## Distinciones
El Instituto Tecnológico de Santo Domingo, en 1986, construyó una biblioteca con su nombre. Una escuela pública también lleva su nombre. En el Palacio Municipal de Santo Domingo hay una sala de eventos con su nombre, llamada Sala de Sesiones Licenciado Emilio Rodríguez Demorizi.